# Achatzberg
Achatzberg, früher auch Achetzberg, ist ein Dorf in der Marktgemeinde Klam im Bezirk Perg in Oberösterreich.

## Geographie
Der Name Achatzberg leitet sich von einem Personennamen ab und deutet auf altbaierische Siedlungstätigkeit im 9. Jahrhundert hin. Der für die Ortschaft namengebende Achatzberger Sattel liegt auf knapp mehr als 300 m ü. A. Dieser zählt geologisch bereits zum Klamer Becken, da der felsige Untergrund erst tief unterhalb der tertiären Deckschicht aus Schlier, Melker (Linzer) Sand und Verwitterungslehm anzutreffen ist.
Die Ortschaft befindet sich etwa einen Kilometer südöstlich des Ortszentrums von Klam nächst der Grenze zur Nachbargemeinde Saxen (Ortschaft Letten) und wird durch die von Saxen über Klam nach Münzbach führende Münzbacher Straße (L 1423) in zwei Teile geteilt. Der östliche Teil der Ortschaft wird durch die in der Ortschaft in nordöstlicher Richtung nach Grein abzweigende Landesstraße (L 1431) durchschnitten. Westlich der Ortschaft befindet sich eine bewaldete Erhebung aus Granitgestein, die von Nord nach Süd durch den Klambach geteilt wird, der dort das Durchbruchstal Klamschlucht geschaffen hat. Auf einer Höhe von 355 m ü. A. ist ein Burgstall vermerkt. Siehe → Schwedenschanze (Achatzberg). Nördlich und nordöstlich der Ortschaft befinden sich die zu Klam gehörenden Ortschaften Ober- und Unterhörnbach.
Obwohl das Ortszentrum von Klam mit der Kirche etwas näher liegt als das Ortszentrum von Saxen mit der Kirche, zählt die Bevölkerung von Achatzberg zur Pfarre Saxen. Hingegen wurde Achatzberg dem Schulsprengel Klam zugeordnet.
Aus geologischer und geomorphologischer Sicht sowie unter Aspekten der Raumnutzung befindet sich Achatzberg zur Gänze in der Raumeinheit oberösterreichischen Raumeinheiten Südliche Mühlviertler Randlagen.

## Geschichte
Zur Zeit der Einführung des Josephinischen Lagebuches wurden in Achatzberg 4 kleine und 5 große Häuser gezählt. Kleindenkmäler in der Ortschaft sind ein Kreuzstöckl (Kapellenbildstock), das eine Marienstatue mit Kind beinhaltet, ein Bildbaum mit einem Marienbild sowie zwei Holzkreuze mit Blechkorpus.